# Doug Sampson
Doug Sampson (Hackney, London, 30. lipnja 1957.) je bio treći bubnjar grupe Iron Maiden. Prije pridruživanja sastavu, Sampson je bio član jedne od prošlih grupa Stevea Harrisa. 
Bio je jedan od četiriju članova sastava koji su potpisali ugovor s izdavačkom kućom EMI.
Ipak, nedugo nakon što s razbolio na turneji, zamijenjen je bubnjarom Cliveom Burrom
neposredno prije snimanja albuma Iron Maiden.
Sampson se pojavljuje na legendarnom demoalbumu The Soundhouse Tapes kao i na pjesmi "Burning Ambition" na prvom singlu "Running Free".